# ناحیه گانچهی
ناحیه گانچهی (به انگلیسی: Ghanche District) یکی از ناحیه‌های پاکستان است که در گلگت-بلتستان واقع شده‌است. ناحیه گانچهی ۴٬۰۵۲ کیلومتر مربع مساحت و ۱۶۰٬۰۰۰ نفر جمعیت دارد.